# Gästriklands västra kontrakt
Gästriklands västra kontrakt var ett kontrakt i Uppsala stift inom Svenska kyrkan. Kontraktet upphörde 2013 och dess församlingar uppgick i Gästriklands kontrakt.
Kontraktet omfattade Sandvikens, Ockelbo och Hofors kommuner.
Kontraktskoden var 0112.

## Administrativ historik
Kontraktet bildades 1 maj 1889 till del av församlingar som ingått i ett äldre Gästriklands kontrakt. Kontraktet omfattade
- Ockelbo församling
- Åmots församling som 2000 uppgick i Ockelbo församling
- Torsåkers församling
- Hofors församling bildad 1911
- Ovansjö församling
- Järbo församling
- Österfärnebo församling som 2010 uppgick i Årsunda-Österfärnebo församling

1974 tillfördes från Ala kontrakt
- Lingbo församling som 2000 uppgick i Ockelbo församling

senast 1994 tillfördes från Gästriklands östra kontrakt
- Årsunda församling
- Sandvikens församling